# كاساما
كاساما هي مدينة من مدن زامبيا. يبلغ عدد سكانها 113,000 نسمة وذلك حسب إحصائيات سنة 2010.

## المناخ
يظهر الجدول التالي التغييرات المناخية على مدار السنة لكاساما:
| البيانات المناخية لـكاساما         | البيانات المناخية لـكاساما | البيانات المناخية لـكاساما | البيانات المناخية لـكاساما | البيانات المناخية لـكاساما | البيانات المناخية لـكاساما | البيانات المناخية لـكاساما | البيانات المناخية لـكاساما | البيانات المناخية لـكاساما | البيانات المناخية لـكاساما | البيانات المناخية لـكاساما | البيانات المناخية لـكاساما | البيانات المناخية لـكاساما | البيانات المناخية لـكاساما |
| الشهر                              | يناير                      | فبراير                     | مارس                       | أبريل                      | مايو                       | يونيو                      | يوليو                      | أغسطس                      | سبتمبر                     | أكتوبر                     | نوفمبر                     | ديسمبر                     | المعدل السنوي              |
| ---------------------------------- | -------------------------- | -------------------------- | -------------------------- | -------------------------- | -------------------------- | -------------------------- | -------------------------- | -------------------------- | -------------------------- | -------------------------- | -------------------------- | -------------------------- | -------------------------- |
| الدرجة القصوى °م (°ف)              | 30.5 (86.9)                | 31.2 (88.2)                | 31.5 (88.7)                | 31.2 (88.2)                | 31.3 (88.3)                | 30.6 (87.1)                | 30.0 (86.0)                | 32.4 (90.3)                | 36.5 (97.7)                | 35.6 (96.1)                | 34.8 (94.6)                | 32.0 (89.6)                | 36.5 (97.7)                |
| متوسط درجة الحرارة الكبرى °م (°ف)  | 26.3 (79.3)                | 26.8 (80.2)                | 26.8 (80.2)                | 26.5 (79.7)                | 26.0 (78.8)                | 24.9 (76.8)                | 24.9 (76.8)                | 26.9 (80.4)                | 29.8 (85.6)                | 30.9 (87.6)                | 28.9 (84.0)                | 26.7 (80.1)                | 27.1 (80.8)                |
| المتوسط اليومي °م (°ف)             | 19.7 (67.5)                | 19.9 (67.8)                | 20.2 (68.4)                | 20.2 (68.4)                | 18.9 (66.0)                | 17.2 (63.0)                | 17.1 (62.8)                | 18.9 (66.0)                | 21.8 (71.2)                | 23.1 (73.6)                | 21.6 (70.9)                | 20.1 (68.2)                | 19.9 (67.8)                |
| متوسط درجة الحرارة الصغرى °م (°ف)  | 16.1 (61.0)                | 16.2 (61.2)                | 16.1 (61.0)                | 15.2 (59.4)                | 12.5 (54.5)                | 9.6 (49.3)                 | 9.3 (48.7)                 | 11.0 (51.8)                | 13.8 (56.8)                | 15.9 (60.6)                | 16.4 (61.5)                | 16.2 (61.2)                | 14.0 (57.2)                |
| أدنى درجة حرارة °م (°ف)            | 8.2 (46.8)                 | 13.3 (55.9)                | 12.2 (54.0)                | 9.8 (49.6)                 | 2.4 (36.3)                 | 1.0 (33.8)                 | 2.5 (36.5)                 | 4.7 (40.5)                 | 8.5 (47.3)                 | 11.4 (52.5)                | 12.6 (54.7)                | 10.9 (51.6)                | 1.0 (33.8)                 |
| الهطول مم (إنش)                    | 285.3 (11.23)              | 242.8 (9.56)               | 233.1 (9.18)               | 91.3 (3.59)                | 10.5 (0.41)                | 0.4 (0.02)                 | 0.1 (0.00)                 | 0.1 (0.00)                 | 3.0 (0.12)                 | 23.3 (0.92)                | 158.3 (6.23)               | 295.0 (11.61)              | 1٬343٫2 (52.88)            |
| متوسط أيام هطول الأمطار (≥ 1.0 mm) | 23                         | 20                         | 20                         | 8                          | 1                          | 0                          | 0                          | 0                          | 0                          | 3                          | 14                         | 24                         | 113                        |
| متوسط الرطوبة النسبية (%)          | 82.7                       | 82.3                       | 82.1                       | 77.3                       | 69.5                       | 63.2                       | 57.6                       | 51.9                       | 44.4                       | 50.2                       | 67.4                       | 80.6                       | 67.4                       |
| ساعات سطوع الشمس الشهرية           | 133.3                      | 134.4                      | 179.8                      | 222.0                      | 288.3                      | 297.0                      | 306.9                      | 306.9                      | 279.0                      | 251.1                      | 207.0                      | 151.9                      | 2٬757٫6                    |
| المصدر: NOAA                       |                            |                            |                            |                            |                            |                            |                            |                            |                            |                            |                            |                            |                            |

## أعلام
- إدوارد شيلوفيا
- إيفانز كانغوا